# Rock for People
Rock For People (RFP) – jeden z najbardziej popularnych letnich festiwali muzycznych w Czechach. Od 1995 roku organizowany był w mieście Český Brod. W 2007 roku został przeniesiony do Festivalparku, na teren dawnego lotniska w Hradec Králové.
Festiwal skupiony jest wokół takich gatunków muzycznych, jak rock, indie, punk, hard rock, hardcore punk, metalcore, electro, ska, world music, drum and bass, dubstep czy reggae. Program uzupełniają także liczne warsztaty, panele dyskusyjne, występy teatralne i atrakcje dodatkowe.
Festiwal cieszy się dużym zainteresowaniem zarówno wśród zagranicznych uczestników, jak i artystów z całego świata. W trakcie 20-letniej historii na scenie Rock For People pojawili się tacy artyści, jak The Prodigy, Muse, Arctic Monkeys, Papa Roach, Skrillex, Queens Of The Stone Age, My Chemical Romance, Pendulum, Morcheeba, Sum 41, Bullet for My Valentine, Kaiser Chiefs, The Offspring, Skunk Anansie, The Killers, Placebo, Manu Chao, Billy Talent, Bloc Party, The Hives, Bloodhound Gang, Paramore, Enter Shikari.
Festiwal został założony przez Michala Thomesa oraz Petra Fořta i jest organizowany przez czeską agencję Ameba Production. Polską promocją festiwalu zajmuje się Joytown.

## Historia festiwalu Rock For People

### Rock For People 1995
Podczas pierwszej edycji 19 sierpnia 1995 roku festiwal odwiedziło 1100 osób oraz 18 lokalnych zespołów, w tym Support Lesbiens, Bast, Narvan, Phil Shöenfelt i Dorota B.B.

### Rock For People 1996
Druga edycja odbyła się 29 czerwca i zgromadziła 1600 uczestników. Na scenie pojawili się między innymi Mňága a Žďorp, Hudba Praha, Tata Bojs, Vladimír Mišík oraz Michal Prokop.

### Rock For People 1997
W 1997 roku festiwal trwał 2 dni (4-5 lipca), podczas których zagrało 41 wykonawców – w tym Krucipüsk, Medvěd 009, Tata Bojs, Chinaski, Endless, Znouzectnost i Mňága a Žďorp. Frekwencyjny rekord wyniósł 2300 uczestników, a wpływy ze sprzedaży biletów zostały przekazane na fundację Olgy Havlovéj.

### Rock For People 1998
Podczas czwartej, dwudniowej edycji festiwalu zaplanowano występy ponad 100 zespołów. Impreza rozrosła się o dodatkową scenę i nowe gatunki muzyczne, między innymi reggae, ska czy metal. 3800 osób uczestniczyło w koncertach takich artystów, jak Žlutý pes, Visací zámek, Lenka Dusilová, Divokej Bill, Sto zvířat i Tři sestry.

### Rock For People 1999
1999 rok to przełomowy czas dla festiwalu – na scenie pojawiła się niemiecka grupa Guano Apes, francuski zespół Tagada Jones oraz Terry Lee Hale z USA. Český Brod odwiedziło blisko 5000 ludzi. 11 marca 2000 roku festiwal Rock For People został wybrany przez dziennikarzy muzycznych do czeskiej nagrody Grammy (dziś Anděl).

### Rock For People 2000
Podczas szóstej edycji od 4 do 6 lipca na festiwalu bawiło się 7500 uczestników. Na scenie pojawiła się grupa Bloodhound Gang, In Extermo, Zion Train, Remember i 78 innych wykonawców.

### Rock For People 2001
Siódma edycja (5-7 lipca) to blisko 9000 uczestników i 92 kapele, w tym Apocalyptica, Mike Patton & Fantomas, Asian Dub Foundation, New Model Army, Sri, Shelter, Ex Girl, Tanzwut i inni.

### Rock For People 2002
Od 4 do 6 lipca 2002 na festiwalowej scenie pojawili się między innymi Chumbawamba, Transglobal Underground, Biohazard, Agnostic Front, Dead Keneddys czy Die Happy. Festiwal zgromadził 12 tysięcy uczestników.

### Rock For People 2003
W 2003 roku (3-6 lipca) na festiwalu zagrało 130 artystów, takich jak Cypress Hill, The Levellers, Therapy?, Madball, Donots, Junkie XL, Modena City Ramblers, 4LYN.

### Rock For People 2004
2004 rok to aż 15 tysięcy uczestników i 170 wykonawców. Od 3 do 5 lipca festiwal gościł SKA-P, Hooverphonic, Fun-Da-Mental, UK Subs, Vibrators i wielu innych.

### Rock For People 2005
127 zespołów przewinęło się przez festiwalową scenę między 3 a 6 lipca. Największymi gwiazdami Rock For People byli Garbage, Die Toten Hosen, Leningrad Cowboys, JJ72, The Beatsteaks czy Babylon Cirus.

### Rock For People 2006
Podczas dwunastej edycji festiwalu blisko 20 tysięcy osób uczestniczyło w koncertach między innymi Manu Chao, Fun Lovin' Criminals, Agnostic Front, Madball, Mattafix, The Frames, Los De Abajo, Gocoo, Mad Sin, Deadline czy Mad Heads XL.

### Rock For People 2007
W 2007 roku od 4 do 6 lipca na scenie pojawiło się 127 zespołów, w tym The Killers, The Hives, Sick Of It All, Basement Jaxx, Flipsyde, Mory Kanté, Toy Dolls, The Levellers, Walls of Jericho, Front Line Assembly, Die Happy i wielu innych.

### Rock For People 2008
Czternasta edycja festiwalu zgromadziła aż 25 tysięcy uczestników oraz 150 artystów, między innymi The Offspring, Kaiser Chiefs, Massive Attack, Helmet, Enter Shikari, Flogging Molly, The Locos, Madball, Donots.

### Rock For People 2009
Między 4 a 6 lipca 2009 roku podczas festiwalu bawiło się 27 tysięcy osób i wystąpiło 130 kapel, takich jak Arctic Monkeys, Placebo, SKA-P, Bloc Party, Underworld, Gogol Bordello, Static-X, Therapy?, Freestylers, Hadouken! i The Kooks.

### Rock For People 2010
2010 rok to ponad 28 tysięcy uczestników. Od 3 do 6 lipca na scenie pojawiło się 170 wykonawców: Muse, The Prodigy, NOFX, Editors, Billy Talent, Morcheeba, Skunk Anansie, The Subways, Tricky, Alexisonfire, Suicidal Tendencies, Juliette Lewis, Archive, Gallows, Skindred, Coheed and Cambria i wielu innych.

### Rock For People 2011
Podczas siedemnastej edycji festiwalu pojawiło się 180 artystów, takich jak Paramore, Pendulum, My Chemical Romance, Bullet for My Valentine, The Streets, Sum 41, White Lies, Digitalism, Primus, Beatsteaks, Jimmy Eat World, The Wombats, John Butler Trio, The Qemists, Tokyo Ska Paradise Orchestra, Parkway Drive, Bright Eyes, The Levellers.

### Rock For People 2012
Od 3 do 6 lipca 2012 prawie 31 tysięcy osób uczestniczyło w koncertach takich gwiazd, jak Franz Ferdinand, The Prodigy, Skrillex, Architects, Crystal Castles, Enter Shikari, Example, Flogging Molly, Selah Sue, The Subways, Two Door Cinema Club.
Zaplanowane koncerty Faith No More, Orbital, Refused, The Kooks oraz Irie Révoltés nie odbyły się z powodu silnej burzy, która uszkodziła sprzęt sceniczny.

### Rock For People 2013
Podczas dziewiętnastej edycji festiwalu wystąpili 30 Seconds to Mars, Queens of the Stone Age, Foals, Parov Stelar Band, Billy Talent, Bloc Party, Gogol Bordello, Klaxons, Modestep, Papa Roach, A Day to Remember, Borgore, Karel Gott i inni.

### Rock For People 2014
W 2014 roku od 3 do 5 lipca na festiwalu pojawili się Manu Chao, Biffy Clyro, Madness, Chase & Status, The Naked and Famous, Netsky, Tom Odell, Asian Dub Foundation, Steven Seagal's Blues Band, The Afghan Whigs.

### Rock For People 2015
W 2015 po raz pierwszy odbyły się dwie edycje Rock For People. Podczas festiwalu w Hradec Králové (4-6 czerwca) wystąpili między innymi Faith No More, Limp Bizkit, Bastille, Three Days Grace, Hollywood Undead oraz Asking Alexandria. Podczas europejskiego odpowiednika w Pilźnie (3-5 lipca) pojawili się Motörhead, Guano Apes, The Ting Tings, Parov Stelar, Modestep, Pete Doherty czy Fink.

### Rock For People 2016
Między 3 a 5 lipca 2016 w Hradec Králové na scenie pojawili się Massive Attack, The Offspring, Bullet For My Valentine, Five Fingers Death Punch, The 1975, Skillet, Enter Shikari, Chvrches, X-Ambassadors, Anti-Flag czy Royal Republic.

### Rock For People 2017
23. edycja odbyła się od 4 do 6 lipca. Na festiwalu zagrali między innymi Die Antwoord, Paramore, Evanescence, Mastodon, Foster The People, Three Days Grace, Cage The Elephant, Dub FX i wielu innych artystów.

### Rock For People 2018
W 2018 roku festiwal odbył się między 4 a 6 lipca, a na scenie wystąpili między innymi The Prodigy, Volbeat, The Kooks, Skillet, Enter Shikari, Rodriguez, Sick Puppies, Marmozets, Beatsteaks, Stick To Your Guns czy Stray From The Path.

### Rock For People 2019
Podczas jubileuszowej 25. edycji festiwalu w Hradec Králové zagrali między innymi Bring Me the Horizon, Rudimental, Franz Ferdinand, In Flames, You Me at Six, Pale Waves, The HU, MISSIO, Yonaka, Bad Omens.